# Quần đảo Yaeyama

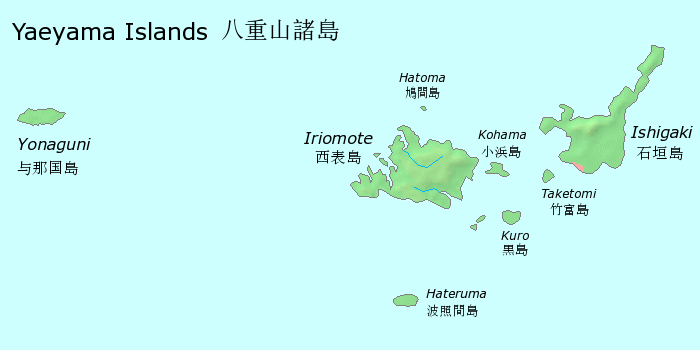
Bản đồ Quần đảo Yaeyama

Quần đảo Yaeyama (八重山諸島 Yaeyama-shotō, "(Hán Việt: Bát Trùng Sơn Chư đảo) Yaeyama: Yaima Okinawa: Ēma) là một quần đảo thuộc tỉnh Okinawa, Nhật Bản. Hòn đảo là nơi xa xôi nhất so với các đảo chính Nhật Bản và bao gồm đảo cực tây Yonaguni và đảo cực nam có người cư trú Hateruma của Nhật Bản.
Quần đảo nguyên là phần phía nam của núi lửa quần đảo Ryukyu. Về hành chính, quần đảo thuộc Quận Yaeyama, ngoại trừ Ishigaki và Quần đảo Senkaku.

## Văn hóa
Tiếng Yonaguni là ngôn ngữ bản địa của đảo Yonaguni, nơi có những điều thần bí dưới mặt biển của Yonaguni monument. Tiếng Yaeyama là ngôn ngữ bản địa tại phần còn lại của hòn đảo. Tiếng Nhật được sử dụng rộng rãi như là một ngôn ngữ thứ hai.